# Lijst van personen op Belgische postzegels
Dit is een lijst van personen op Belgische postzegels.

## A
- paus Adrianus VI (1959)
- Albert I van België (1912, 1914, 1915, 1918, 1919, 1920, 1921, 1922, 1924, 1925, 1926, 1827, 1929, 1930, 1931, 1932, 1938, 1939, 1968, 1971, 1972, 1973, 1975, 1980,
- Albert II van België (1935, 1938, 1940, 1963,
- Albrecht van Oostenrijk (1941, 1948)
- Filips van Marnix van Sint-Aldegonde (1964)
- Buzz Aldrin (1969)
- Edward Anseele (1948, 1956)
- Neil Armstrong (1969)
- koningin Astrid van Zweden (1935, 1937, 1939, 1962, 1980,
- prinses Astrid van België (°1962) (1963,

## B
- Leo Baekeland (1955)
- Maria Baers (1970)
- Peter Benoît (1934)
- Jan Berchmans (1965)
- Anton Bergmann (1974)
- Charles Bernard (1976)
- Montgomery Blair (1974)
- Jean Bollandus (1942)
- Jules Bordet (1971)
- Boudewijn van België (1935, 1936, 1937, 1939, 1952, 1953, 1957, 1958, 1960, 1964, 1966, 1968, 1970, 1971, 1972, 1973, 1974, 1975, 1976, 1977, 1978, 1979, 1980,
- Boudewijn van Constantinopel (1946)
- Jules Boulvin (1964)
- François Bovesse (1946)
- Isabella Brant (1939)

## C
- Albert Calmette (1953)
- Jean Capart (1977)
- Jozef Cardijn (1970)
- Henri Carton de Wiart (1969)
- Lucien Cerfaux (1975)
- Charlotte van Luxemburg (1964)
- Michael Collins (1969)
- Hendrik Conscience (1952)

## D
- Pater Damiaan (Jozef de Veuster) (1946, 1964)
- Jan Baptist David (1961)
- Georges Debaisieux (1957)
- Joseph Demarteau (1961)
- Antoine Depage (1957)
- Jules Destrée (1957, 1963, 1971)
- Walthère Dewé (1953)
- Rembert Dodoens (1942)
- Jean-Jacques Dony (1955)
- Barthélémy Dumortier (1979)
- Henri Dunant (1939, 1959)
- Emmanuel Durlet (1979)
- August De Boeck (1977)
- Ida de Bure (1964)
- Charles De Coster (1952)
- Jean José de Dinant (1944)
- Adrien de Gerlache (1947, 1966)
- Willem De Mol (1961)
- Lodewijk De Raedt (1957)
- Alexandrine de Rye (1959)
- Albert du Bois (1961)

## E
- koningin Elisabeth van Beieren (1876-1965) (1926, 1931, 1937, 1939, 1951, 1956, 1957, 1962, 1965, 1966, 1968, 1976, 1980,
- prinses Elisabeth van België (°2001)
- Édouard Empain (1957)
- James Ensor (1974)

## F
- Fabiola Mora y Aragón (1960, 1962, 1968, 1970, 1980,
- Filip van België (1963,
- Filips de Goede (1941, 1949, 1959, 1964)
- Filips de Schone (1959)
- Filips van de Elzas (1947)
- Filips I van Namen (1947)
- Emile Fourcault (1955)
- Hélène Fourment (1939)
- Suzanne Fourment (1939)
- Walthère Frère-Orban (1960, 1975)

## G
- François-Auguste Gevaert (1979)
- Lieven Gevaert (1957)
- Guido Gezelle (1949)
- Pieter Gilles (1967)
- Emiel Gobbe (1955)
- Alexis-Marie Gochet (1962)
- Godfried van Bouillon (1944, 1946)
- Zénobe Gramme (1930)
- Antoine Perrenot de Granvelle (1961)
- André Grety (1944)

## H
- Armauer Hansen (1964)
- Frans Hemelrijckx (1975)
- Thomas Heylen (1939)
- Henri Heyman (1979)
- Rowland Hill (1965)
- Einar Holbøll (1955)
- Julius Hoste sr. (1957)
- Georges Hubin (1971)
- Camille Huysmans (1970)
- Paul Hymans (1965)

## I
- Isabella van Spanje (1941, 1948)

## J
- Armand Jamar (1974)
- Jan II van Brabant (1947)
- Albert-Edouard Janssen (1977)
- Paul-Emile Janson (1967)
- Henri Jaspar (1964)
- Johanna van Castilië (1941)
- Jacob Jordaens (1964, 1965)
- Josephine Charlotte van België (1935, 1937, 1939, 1953)
- Juan van Oostenrijk (1978)
- Juliana der Nederlanden (1964)

## K
- Karel de Grote (1946)
- Karel V (1941, 1949, 1955, 1959)
- Karel de Stoute (1941, 1959)
- Karel van Lotharingen (1712-1780) (1941, 1949)
- Jacob Kats (1961)
- Robert Koch (1953)
- Hubert Krains (1974)

## L
- Lamoraal van Egmont (1990)
- Joseph Lebeau (1965)
- Camille Lemonnier (1977)
- Jean-Etienne Lenoir (1955)
- Leopold I van België (1849, 1850, 1851, 1858, 1861, 1863, 1865, 1866, 1925, 1930, 1949, 1957, 1963, 1965, 1972, 1980
- Leopold II van België (1869, 1870, 1872, 1873, 1874, 1875, 1876, 1878, 1883, 1884, 1885, 1886, 1891, 1893, 1894, 1897, 1900, 1905, 1909, 1930, 1934, 1970, 1971, 1972, 1978, 1980,
- Leopold III van België (1934, 1936, 1938, 1939, 1940, 1941, 1943, 1944, 1946, 1950, 1951, 1956, 1968, 1972, 1980,
- Charles-Joseph de Ligne (1944)
- Justus Lipsius (1942)
- Louise Marie van Orléans (1962, 1980)

## M
- Maurice Maeterlinck (1952)
- Ernest Malvoz (1953)
- Frans Masereel (1972)
- Margaretha van Oostenrijk (1480-1530) (1941)
- Margaretha van Parma (1941)
- Margaretha van York (1446-1503) (1967)
- Maria Christina van Oostenrijk (1742-1798) (1949)
- Marie Henriëtte van Oostenrijk (1962, 1980)
- Maria Theresia van Oostenrijk (1717-1780) (1941, 1949)
- Adolphe Max (1957)
- Maximiliaan I van Oostenrijk (1957, 1959)
- Anthony McAuliffe (1957)
- Constantin Meunier (1957)
- Hans Memling (1939)
- Mercator (Gerard de Cremer) (1942, 1962)
- Désiré-Joseph Mercier (1932, 1976)
- Albert Mockel (1961)
- Jean-Baptiste Moens (1973)
- Thomas More (1967)
- Jan I Moretus (1944)
- Emile Moyson (1975)
- Wolfgang Amadeus Mozart (1956)

## N
- Xavier Neujean (1865-1940) (1961)
- Florence Nightingale (1939)
- Notger (1947)

## O
- Abraham Ortelius (1942)

## P
- Paola Ruffo di Calabria (1963,
- Paul Pastur (1957, 1970)
- George Patton (1957)
- Pepijn van Herstal (1946)
- Constant Permeke (1957)
- Robert William Philip (1955)
- Nicolas Pietkin (1961)
- Dominique Pire (1978)
- Henri Pirenne (1963)
- Christoffel Plantijn (1942)
- Joseph Plateau (1947)
- Charles Plisnier (1957)
- Marie Popelin (1975)
- Baden Powell (1957)

## Q
- Adolphe Quetelet (1974)

## R
- Robrecht II van Jerusalem (1946)
- Felicien Robs (1973)
- Albrecht Rodenbach (1957, 1980)
- Albert Rubens (zoon van Peter Paul Rubens) (1939)
- Nicolaas Rubens (zoon van Peter Paul Rubens) (1939)
- Peter Paul Rubens (1930, 1939, 1965, 1977)
- Gonzague Ryckmans (1975)

## S
- Adolphe Sax (1973)
- Victor Scheppers (1969)
- Robert Schuman (1967)
- Simon Sevin (1942)
- Herman Smets (1939)
- Ferdinand Augustijn Snellaert (1975)
- Frans Snyders (1965)
- Ernest Solvay (1955)
- Paul-Henri Spaak (1978)
- Stijn Streuvels (Frank Lateur) (1971)

## T
- Edmond Thieffry (1975)
- Léon Trésignies (1974)
- Petrus Jozef Triest (1962)

## V
- Emile Vandervelde (1946)
- Jacob van Artevelde (1944, 1948)
- Toussaint van Boelaere (1976)
- Frans Van Cauwelaert (1980)
- Ivo Van Damme (1980)
- Alfons Van de Perre (1961)
- Henry Van de Velde (1963)
- Karel van de Woestijne (1952, 1978)
- Antoon van Dyck (1944, 1965)
- Jan van Eyck (1944)
- Jean Baptiste van Helmont (1942)
- Vincent van Gogh (1974)
- Jacob van Maerlant (1944)
- Adam Van Noort (1965)
- Jan Van Rijswijck (1961)
- Jozef Van Roey (1952)
- Jan van Ruusbroec (1944)
- Emile Verhaeren (1952, 1955)
- August Vermeylen (1952)
- Vesalius (André van Wezel) (1942, 1964)
- Henri Vieuxtemps (1961, 1974)
- Emiel Vliebergh (1957)
- Heinrich von Stephan (1974)
- Frans van Tassis (1935, 1952)
- Johann Baptista von Taxis (1952, 1959)
- Leonhard I von Taxis (1952)
- Lamoral von Taxis (1952)
- Leonhard II von Taxis (1952)
- Lamoraal II Claudius Frans, graaf van Thurn en Tassis (1952)
- Eugen Alexander von Thurn und Taxis (1952)
- Anselm Franz von Thurn und Taxis (1952)
- Alexander Ferdinand von Thurn und Taxis (1952)
- Karl Anselm von Thurn und Taxis (1952)
- Karel Alexander von Thurn und Taxis (1952)

## W
- Egide Walschaerts (1955)
- Joseph Wauters (1977)
- Willem de Goede (1947)
- Willem van Oranje (1976)
- Jan Frans Willems (1961)
- Maurice Wilmotte (1957)
- Rik Wouters (1966)

## Y
- Eugène Ysaÿe (1958)